# Доктрина Лук'янова
Доктрина Лук'янова — неофіційна назва сформульованої головою Верховної Ради СРСР Анатолієм Лук'яновим у 1990 році політичної доктрини. Ця доктрина полягала в тому, що керівництво СРСР для запобігання виходу союзних республік зі складу СРСР проводило політику з формування організованих воєнізованих структур для розпалення та підтримки міжнаціональних конфліктів у регіонах цих республік, де проживало переважно російськомовне населення. Це робилося для того, щоб створити в республіках внутрішній розкол і унеможливити завдяки цьому їх вихід з СРСР. У перелік таких регіонів входили Придністров'я та Гагаузія в Молдові, Абхазія, Аджарія та Південна Осетія в Грузії, Латгалія в Латвії, Принарв'я в Естонії та Віленський край у Литві.
У 2014 році Народний депутат СРСР і полковник ВПС Віктор Алксніс дав розгорнуте інтерв'ю про доктрину. Як заявив Алксніс, він був одним з авторів доктрини Лук'янова, разом з групою депутатів з російськомовних регіонів радянських республік (надалі - депутатська група "Союз"). На його думку, розпалювання сепаратизму в республіках, що відкололися, використовується за тим самим принципом, що й гасіння лісової пожежі за допомогою зустрічного вогню: великий сепаратизм гаситься за допомогою малого сепаратизму. Алксніс стверджує, що у його депутатської групи були "хороші контакти" з міністерством оборони СРСР, а Лук'янов також допомагав проштовхувати доктрину в КДБ. Завдяки цьому було організовано постачання зброї в Південну Осетію, створено сепаратистські громадські організації та воєнізовані формування (зокрема ІФТ у Латвії). Алксніс вважає, що доктрина виявилася ефективною, і призвела до створення автономного Придністров'я, Абхазії, Південної Осетії, і призведе до створення Донецької та Луганської республік. Алксніс з жалем зазначає, що доктрину не вдалося реалізувати в Прибалтиці та Північному Казахстані.
Зокрема, 1990 року на території Донецької та Луганської областей було створено проросійську (а пізніше - сепаратистську) організацію «Інтернаціональний Рух Донбасу». Колишній генерал КДБ Олег Калугін, заявляв, що подібні рухи «інтернаціоналістів» виникли під керівництвом КДБ, як противагу національному руху який набирав силу в Україні на початку 90-х років. 